# Walther Meißner

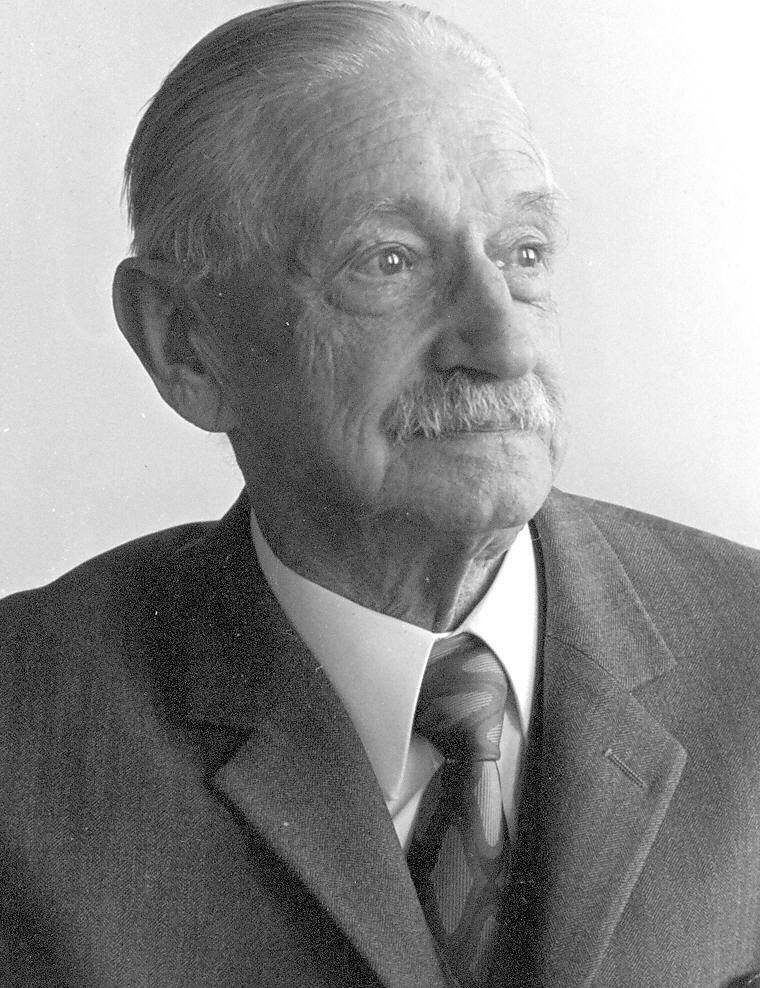
Walther Meißner

Walther Meißner (auch: Fritz Walther Meißner; * 16. Dezember 1882 in Berlin; † 15. November 1974 in München) war ein deutscher Physiker.

## Leben
Walther Meißner studierte von 1901 bis 1904 Maschinenbau an der Technischen Hochschule Charlottenburg und anschließend Mathematik und Physik an der Berliner Friedrich-Wilhelms-Universität. Als einer der wenigen Doktoranden von Max Planck promovierte er 1907 mit dem Thema Zur Theorie des Strahlungsdrucks.
1908 trat Meißner in die Physikalisch-Technische Reichsanstalt ein und wurde 1915 zum Regierungsrat und 1927 zum Oberregierungsrat ernannt. Im Laboratorium für Pyrometrie war er zunächst für Prüf- und Forschungsarbeiten auf dem Gebiet der Thermometrie zuständig und wechselte 1913 in das elektrische Forschungslaboratorium. Vermutlich wegen seiner Maschinenbauvorbildung sollte er für Forschungsarbeiten auf dem Gebiet der Tieftemperaturphysik eine Wasserstoffverflüssigungsanlage aufbauen. Sie wurde nach Kriegsende (am Krieg nahm Meißner von 1915 bis 1918 als Freiwilliger teil) vergrößert. Von 1922 bis 1925 baute Meißner eine Heliumverflüssigungsanlage, die weltweit (nach Leiden und Toronto) die dritte war. Das 1927 eingerichtete größere Kältelabor und das Laboratorium für elektrische Atomforschung wurden von Meißner geleitet.
Die nachfolgenden Forschungs- und Entwicklungsarbeiten machten Meißner als Experimentalphysiker bekannt. Zusammen mit Robert Ochsenfeld entdeckte er 1932 den Meißner-Ochsenfeld-Effekt, der als eine fundamentale Entdeckung zur Supraleitung gewertet wird. Schon vorher, im Jahre 1930, hatte er sich in Berlin habilitiert.
1934 erhielt Meißner einen Ruf auf den Lehrstuhl für Technische Physik der Technischen Hochschule München und wurde Leiter des Laboratoriums für Technische Physik, dem auch ein staatliches Prüfamt angegliedert war. Er richtete ein neues Kältelaboratorium ein, für das von 1936 bis 1938 nach seinen Plänen ein neuer Heliumverflüssiger gebaut wurde, der nicht mehr mit flüssigem Wasserstoff, sondern durch eine Expansionsmaschine vorgekühlt wurde. Im Zweiten Weltkrieg wurden die Forschungsarbeiten stark beeinträchtigt. Das Laboratorium musste 1943 nach Herrsching am Ammersee verlagert und in Baracken untergebracht werden.
Nach Kriegsende wurden Meißner, der politisch unbelastet war, neben der Rückführung des Laboratoriums für Technische Physik nach München und dessen Wiederaufbau viele zusätzliche Aufgaben übertragen. An der Technischen Hochschule wurde er Dekan der Fakultät für Allgemeine Wissenschaften. Gleichzeitig gehörte er dem Vorstand des Deutschen Museums an, für dessen Wiederaufbau er sich stark einsetzte und wurde Vorsitzender der Physikalischen Gesellschaft in Bayern.
Mit Zustimmung der amerikanischen Militärregierung ernannte das Bayerische Kultusministerium am 8. Januar 1946 Walther Meißner zum kommissarischen Präsidenten der Bayerischen Akademie der Wissenschaften, deren Mitglied er seit 1938 war und die ihn für die Amtszeit von 1947 bis 1950 für das Präsidentenamt wählte. Während seiner Amtszeit gründete er zusammen mit Klaus Clusius die Kommission für Tieftemperaturforschung, deren Vorsitzender er bis 1963 war und die vorübergehend in den behelfsmäßigen Laborgebäuden in Herrsching untergebracht wurde. Der 1967 in Betrieb genommene Neubau des zur Kommission gehörenden Zentralinstituts für Tieftemperaturforschung in Garching wurde noch von Meißner initiiert. An diesem Institut, das ihm zu Ehren aus Anlass seines 100. Geburtstages 1982 in Walther-Meißner-Institut umbenannt wurde, experimentierte Meißner weiterhin auf dem Gebiet der Tieftemperaturforschung bis ins hohe Alter.
Meißners Emeritierung von der Technischen Hochschule erfolgte 1952. Zu seinem Nachfolger wurde Heinz Maier-Leibnitz berufen, der ihm 1963 auch im Amt des Vorsitzenden der Kommission für Tieftemperaturforschung folgte.
Für seine wissenschaftlichen und gesellschaftlichen Verdienste erhielt Walther Meißner zahlreiche Ehrungen. 1938 wurde er zum korrespondierenden Mitglied der Göttinger Akademie der Wissenschaften gewählt. 1954 erhielt er das Große Verdienstkreuz, 1959 den Bayerischen Verdienstorden. Die Universität Mainz verlieh ihm 1953, die Technische Universität Berlin 1963 das Ehrendoktorat. Im Auftrag der Bayerischen Akademie der Wissenschaften schuf der Maler Hans Jürgen Kallmann ein Porträt Meißners. Zu seinem 80. Geburtstag widmeten ihm seine zahlreichen Schüler und Freunde das Heft 12 (Band 14, 1962) der Zeitschrift für angewandte Physik. Im Münchner Stadtteil Sendling und am Forschungscampus Garching wurden Straßen nach ihm benannt.

## Schriften
Walther Meißner verfasste etwa 200 wissenschaftliche Publikationen. Er war Mitherausgeber der Zeitschrift für angewandte Physik, der Kältetechnik und der Reihe Technische Physik in Einzeldarstellungen.
- Der Meißner-Ochsenfeld-Effekte wurde unter dem Titel publiziert: W. Meißner, R. Ochsenfeld: Ein neuer Effekt bei Eintritt der Supraleitfähigkeit. In: Die Naturwissenschaften, 1933, Bd. 21, S. 787.